# Cikeleng
Cikeleng is een bestuurslaag in het regentschap Kuningan van de provincie West-Java, Indonesië. Cikeleng telt 3375 inwoners (volkstelling 2010).